# Fenestrulina horrida
Fenestrulina horrida is een mosdiertjessoort uit de familie van de Microporellidae. De wetenschappelijke naam van de soort is voor het eerst geldig gepubliceerd in 1985 door Moyano.